# Guégon
Guégon (en bretó Gwegon, en gal·ló Djégon) és un municipi francès, situat a la regió de Bretanya, al departament d'Ar Mor-Bihan. L'any 2006 tenia 2.396 habitants. A l'inici del curs 2007 el 35,5% dels alumnes del municipi eren matriculats a la primària bilingüe.

## Demografia
| 1962                                       | 1968  | 1975  | 1982  | 1990  | 1999  |  |
| ------------------------------------------ | ----- | ----- | ----- | ----- | ----- |  |
| 2.140                                      | 2.298 | 2.276 | 2.334 | 2.334 | 2.395 |  |
| Des de 1962: població sense dobles comptes |       |       |       |       |       |  |

## Administració
| Període | Identitat     | Partit        |
| ------- | ------------- | ------------- |
| 2001-   | Joseph Samson | Divers droite |